# 楊姬瓊
楊姬瓊（1954年12月3日—），韓國女演員，姊姊是韓國歌手楊姬銀。

## 演出作品

### 電視劇
- 1992年：MBC《愛情是什麼》
- 1995年：KBS《澡堂老板家的男人們》飾演 金福姬
- 1999年：MBC《親愛的你》
- 1999年：MBC《我們真的愛過嗎》
- 1999年：MBC《為你瘋狂》
- 2001年：KBS《討厭像爸爸一樣地生活》
- 2002年：MBC《自從遇見你》飾演 洪愛京
- 2002年：KBS《女高同窗生》
- 2002年：MBC《紅豆女之戀》
- 2003年：KBS《青青的草原》飾演 娜正蘭
- 2003年：MBC《情書》
- 2004年：SBS《洪所長的春天》
- 2003年：KBS《小爸爸上學去》
- 2005年：MBC《加油！金順》飾演 安順子
- 2005年：MBC《新進社員》飾演 楊老闆
- 2006年：MBC《姊姊》飾演 金福喜
- 2006年：KBS《歐巴桑向前衝》飾演 秀子
- 2007年：KBS《達子的春天》飾演 泰峰的姑姑
- 2007年：MBC《白色巨塔》飾演 洪成熙
- 2008年：KBS《三個爸爸一個媽》飾演 黃順子
- 2008年：MBC《春子家有喜事了》
- 2008年：MBC《我人生的黃金期》飾演 慶宇的媽媽
- 2008年：BS《明星的戀人》飾演 李承妍
- 2009年：SBS《兩個妻子》
- 2009年：MBC《令人垂涎之島》飾演 嚴氏富仁
- 2009年：MBC《創造情緣》飾演 朴金子
- 2010年：SBS《婦產科女醫生》飾演 惠英的媽媽
- 2010年：SBS《檢察官公主》飾演 朴愛子
- 2010年：KBS《總統》飾演 崔貞林
- 2011年：SBS《薔薇的戰爭》
- 2011年：KBS《我們家的女人們》飾演 許任愛
- 2011年：tvN《Birdie Buddy》飾演 高爾夫球球童大師
- 2011年：MBN《What's up》飾演 杜莉的媽媽
- 2012年：TV朝鮮《爸爸對不起》飾演 順珠
- 2012年：KBS《順藤而上的你》飾演 嚴順愛
- 2012年：Channel A《熊貓小姐和刺蝟》飾演 金甲順
- 2012年：JTBC《無子無憂》飾演 詠賢姨母
- 2012年：SBS《家族的誕生》飾演 吳英子
- 2013年：KBS《秘密》飾演 朴桂玉
- 2013年：SBS《結婚三次的女人》飾演 俞美淑
- 2014年：MBC《心懷叵測的恢單女》飾演 餐廳老闆娘
- 2014年：tvN《魔女的戀愛》飾演 崔貞淑
- 2014年：KBS《家人之間為何這樣》飾演 車順金
- 2015年：SBS 《我的心一閃一閃》飾演 孔社長
- 2015年：KBS《Who Are You－學校2015》飾演 孤兒院院長
- 2015年：SBS《上流社會》飾演 李敏淑
- 2015年：MBC《偉大的糟糠之妻》飾演 金鳳順
- 2015年：On Style《因為是第一次》飾演 商談員
- 2016年：SBS《對，就是那樣》飾演 金淑京
- 2018年：MBC《離別已別離》飾演 金玉子
- 2019年：KBS《只走花路吧》飾演 王花瓣
- 2021年：tvN《御史與祚怡》飾演 趙氏夫人
- 2022年: tvN《我們的藍調時光》飾演 照顧機構張老師
- 2023年：ENA《陌生人》飾演 成愛子

### 電影
- 1995年：《美容師》
- 1996年：《歸天圖》
- 2006年：《我可以哭嗎》
- 2007年：《Scout》
- 2008年：《甜蜜的謊言》
- 2011年：《陽光姐妹淘》
- 2013年：《高齡化家族》

## 獲獎
- 2000年：KBS演技大賞－配角獎

## 腳註
1. ↑  楊姬銀(양희은)동생 드라머출연 MBC「호랑이선생님」 （页面存档备份，存于）

## 外部連結
- NAVER （页面存档备份，存于）